# Frägnsjön
Frägnsjön är en sjö i Härjedalens kommun i Härjedalen och ingår i Ljusnans huvudavrinningsområde. Sjön har en area på 0,54 kvadratkilometer och ligger 485,2 meter över havet.

## Delavrinningsområde
Frägnsjön ingår i det delavrinningsområde (685901-142540) som SMHI kallar för Inloppet i Amsen. Medelhöjden är 522 meter över havet och ytan är 36,27 kvadratkilometer. Räknas de 2 avrinningsområdena uppströms in blir den ackumulerade arean 48,12 kvadratkilometer. Amsån som avvattnar avrinningsområdet har biflödesordning 3, vilket innebär att vattnet flödar genom totalt 3 vattendrag innan det når havet efter 224 kilometer. Avrinningsområdet består mestadels av skog (73 procent) och sankmarker (14 procent). Avrinningsområdet har 0,8 kvadratkilometer vattenytor vilket ger det en sjöprocent på 2,2 procent.